# Jean-Baptiste Etcharren
Jean-Baptiste Etcharren, né le 15 avril 1932 à Irouléguy (Pyrénées-Atlantiques) et mort le 21 septembre 2021 à Hué au Vietnam, est un missionnaire, prêtre catholique français, et ancien supérieur de la Société des Missions étrangères de Paris, connu comme « le curé du 17e parallèle ».

## Biographie

### Enfance basque et vocation missionnaire

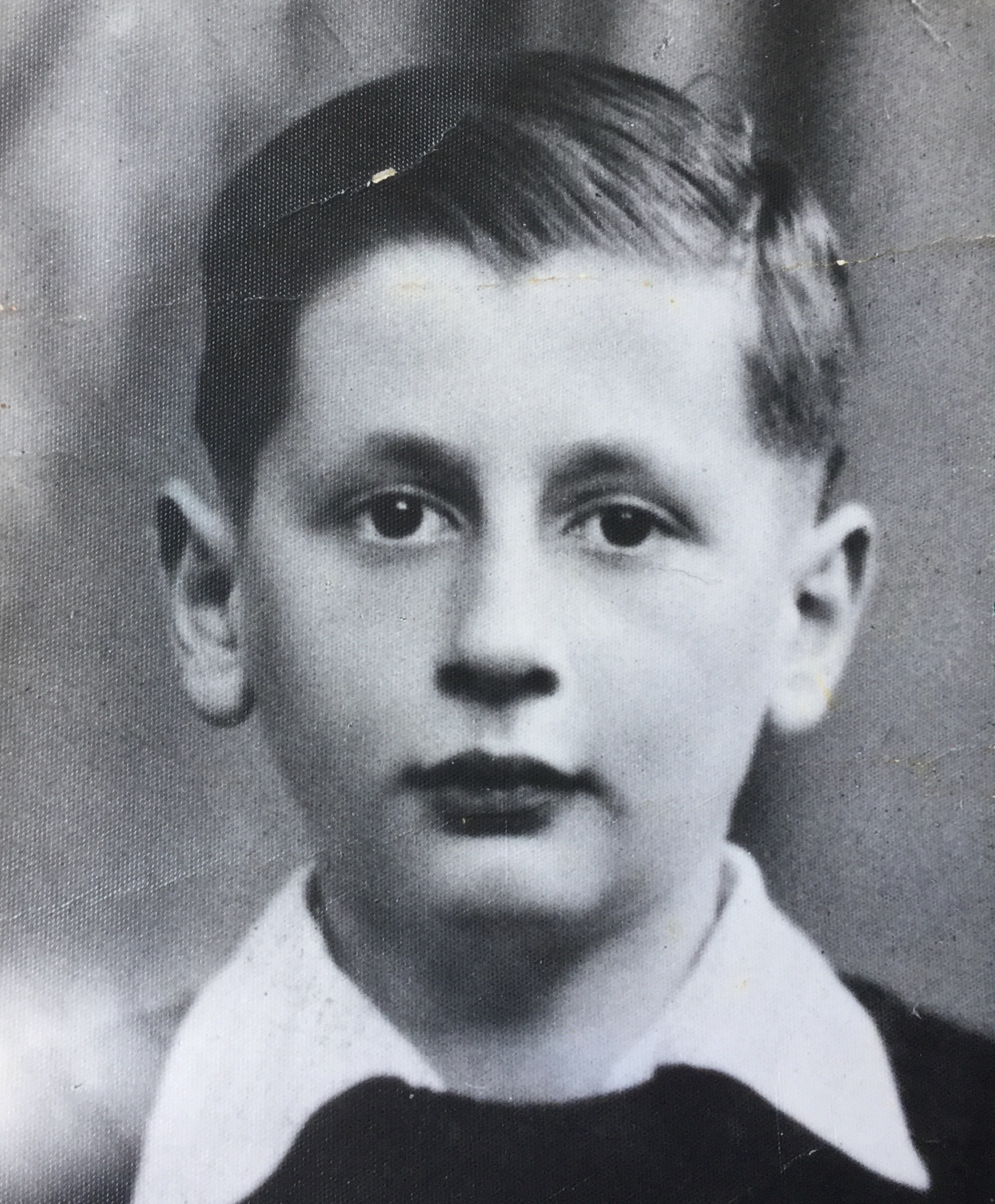
Jean-Baptiste Etcharren vers l'âge de sept ans.

Jean-Baptiste Etcharren est né le 15 avril 1932 à Irouléguy (Pyrénées-Atlantiques), dans une famille d'origine basque.
Il est ordonné prêtre au Séminaire des Missions étrangères de Paris à 26 ans le 2 février 1958, jour de la fête de la présentation de Jésus au Temple, mais aussi du martyre de Saint Théophane Vénard, mort au Vietnam, pays auquel le jeune prêtre est lui aussi envoyé.

### Premières années de mission au Vietnam
Jean-Baptiste Etcharren part pour la mission de Hué le 22 avril 1958. Il commence l’étude de la langue vietnamienne à Banam (Cambodge), puis, en 1959, est nommé vicaire à Notre-Dame de Lavang, puis, en 1960, est chargé du poste de Mai-xa.
De 1961 à 1966, il est professeur à Hué, d’abord au Collège de la Providence, et au petit séminaire du diocèse. Il est ensuite nommé curé de Dong-ha et responsable du district du 17e parallèle.

### Exilé avec les réfugiés
En 1972, son district du 17e parallèle est le premier pris d'assaut par les Viêt-Congs, et sa communauté chrétienne est forcée à l'exil. Il est alors accompagné par le journaliste français Jean-Claude Guillebaud, alors grand reporter pour couvrir les événements de la guerre du Viêt Nam. Le père Etcharren choisit alors d'accompagner les réfugiés de son secteur au camp de Hoa-khanh, près de Danang, puis, en 1973, il s’occupe de la réimplantation de ces réfugiés dans la province de Binh-tuy. En 1974, il est élu supérieur régional, mais l’année suivante, les communistes prennent le pouvoir et il doit quitter le Vietnam. De retour en France, il préside aux funérailles du dernier évêque français d'Indochine, Jean-Baptiste Urrutia le 21 janvier 1979. Il est alors affecté au Service national de la Pastorale des Migrants, de 1976 à 1983. Ensuite, il est chargé de l’aumônerie des Vietnamiens, de 1983 à 1986, et accompagne les prêtres étudiants vietnamiens en formation en France comme le futur cardinal Paul-Joseph Pham Ðình Tung. 
Prenant conscience des grandes transformations que l'Église connaît alors en Occident, il demande alors de rejoindre une paroisse, pour retrouver un ministère pastoral, et devient alors vicaire à la paroisse de Maisons-Alfort (Val-de-Marne).

### Le renouveau des Missions étrangères

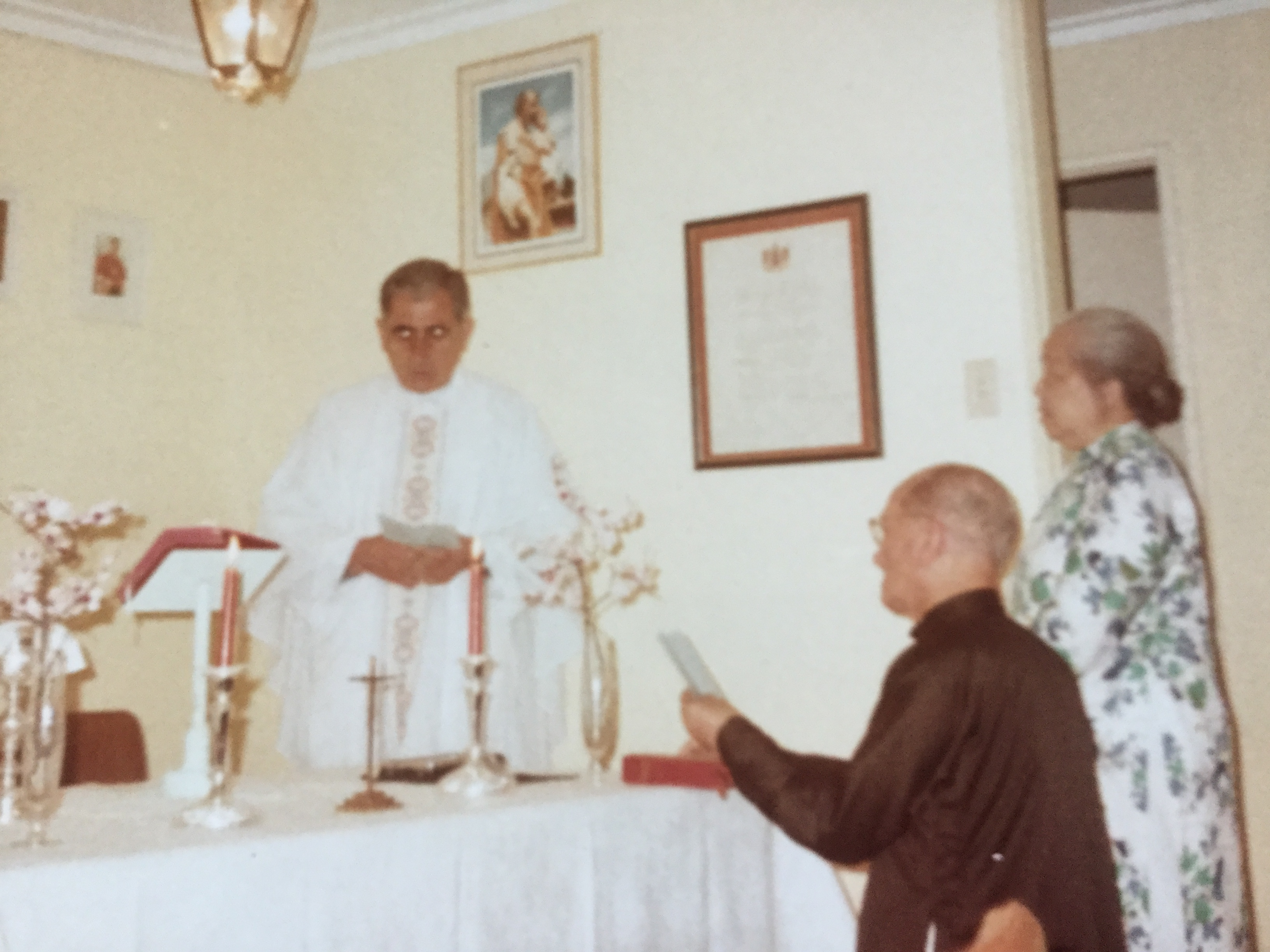
Messe célébrée au domicile de la famille du cardinal Van Thuan en Australie lors de la captivité de celui-ci au Vietnam.

Jean-Baptiste Etcharren est élu assistant du supérieur général de la Société des Missions étrangères, puis, en 1992, vicaire général, et, en 1998, supérieur général des Missions étrangères, mandat auquel il est réélu en 2004 jusqu’en 2010.
En janvier 1996, le père Jean-Baptiste Etcharren organise la première visite officielle d'une délégation épiscopale française au Vietnam depuis la fin de la guerre dans un contexte encore marquée par une persécution latente de l'Église. Cette visite marque un pas important dans l'évolution des relations entre les chrétiens en France et au Vietnam. La délégation est composée de Joseph Duval, président de la Conférence des évêques de France, accompagné de Robert Sarrabère, évêque d'Aire et Dax chargé de la Délégation catholique à la coopération (DCC), de Louis Dufaux, évêque de Grenoble, président du Conseil national de la solidarité, et de Jean Bonfils, évêque de Viviers et président du comité épiscopal des missions.
C'est sous son autorité que Georges Colomb peut alors créer le Volontariat MEP, qui attire de nombreux jeunes désireux de donner du temps pour la mission en Asie.
Alors que la Société des Missions étrangères de Paris avait connu un véritable écroulement depuis les années 1970, de nouveaux aspirants rejoignent alors la Société qui envoie de nouveaux des missionnaires en Asie.

### Retour en mission
Au terme de son mandat, Jean-Baptiste Etcharren a souhaité repartir en mission au Vietnam après des décennies d'absence, voyant toujours à Hué, sa mission et même sa "patrie", où il a continué à former des évêques, des prêtres et des séminaristes ainsi qu'à favoriser l'esprit missionnaire de l'Église locale. Après le père Jean-Paul Bayzelon, supérieur des Missions étrangères de 1980 à 1992, le père Etcharren est le second supérieur général des Missions étrangères à repartir en mission.

## Distinctions
Le père Jean-Baptiste Etcharren est chevalier dans l'ordre de la Légion d'honneur.